# Persone di nome Francesco/Nobili
| Questa pagina contiene informazioni ricavate automaticamente dalle voci biografiche con l'ausilio del template Bio e di un bot. L'aggiornamento è periodico e automatico e ricostruisce completamente la pagina. Se manca una persona in questa lista, sei pregato di non aggiungerla, ma accertati piuttosto che la sua voce biografica contenga il template Bio e che i dati anagrafici siano correttamente compilati. Se il template Bio manca, inseriscilo tu stesso o, in alternativa, metti l'avviso {{tmp\|Bio}} che ne segnala la mancanza. Se i dati riportati sono sbagliati, correggi direttamente la voce biografica; le modifiche saranno visibili in questa lista entro pochi giorni. Per chiarimenti vedi il progetto antroponimi. La lista contiene solo le 152 persone che sono citate nell'enciclopedia e per le quali è stato implementato correttamente il template Bio. Pagina aggiornata al 6 ago 2025. |

Questa è una lista di persone presenti nell'enciclopedia che hanno il nome Francesco e sono nobili.

## A(6)
- Francesco Alliata, nobile, produttore cinematografico e regista italiano (Palermo, n. 1919 - Bagheria, † 2015)
- Francesco Anca, nobile, politico e paleontologo italiano (Palermo, n. 1803 - Palermo, † 1887)
- Francesco Adolfo di Anhalt-Bernburg-Schaumburg-Hoym, nobile (Castello di Schaumburg, n. 1724 - Halle, † 1784)
- Francesco Arese Lucini, nobile e patriota italiano (Milano, n. 1778 - Milano, † 1835)
- Francesco Arese Lucini, nobile e politico italiano (Milano, n. 1805 - Firenze, † 1881)
- Francesco Carlo di Auersperg, nobile e militare austriaco (Vienna, n. 1660 - Pischelsdorf am Engelbach, † 1713)

## B(9)
- Francesco dei Bonacolsi, nobile e politico italiano (Mantova - Castel d'Ario)
- Francesco d'Assisi di Borbone-Spagna, nobile spagnolo (Aranjuez, n. 1822 - Épinay-sur-Seine, † 1902)
- Francesco di Borbone-Vendôme, nobile francese (Vendôme, n. 1470 - Vercelli, † 1495)
- Francesco di Montpensier, nobile francese (n. 1542 - Lisieux, † 1592)
- Francesco Borghese, nobile, militare e politico italiano (Roma, n. 1776 - Roma, † 1839)
- Cecchino Bracci, nobile e artista italiano (Firenze, n. 1527 - Roma, † 1544)
- Francesco Branciforte, marchese di Militello, nobile e mecenate italiano (Militello Val di Noto, n. 1575 - Messina, † 1622)
- Francesco Branciforte, duca di Santa Lucia, nobile, politico e militare italiano († 1684)
- Francesco Bussone, nobile e militare italiano (Carmagnola, n. 1380 - Venezia, † 1432)

## C(12)
- Francesco Caetani, XI duca di Sermoneta, nobile e mecenate italiano (Roma, n. 1738 - Roma, † 1810)
- Francesco Campitelli, nobile e politico italiano (Melissa, n. 1596 - Melissa, † 1668)
- Francesco Maria Domenico Carafa, nobile italiano (Soriano Calabro, † 1648)
- Francesco Maria Carafa, nobile (n. 1580 - Madrid, † 1642)
- Francesco II da Carrara, nobile italiano (Padova, n. 1359 - Venezia, † 1406)
- Francesco Cavalletti Rondinini, nobile e politico italiano (Roma, n. 1827 - Grottaferrata, † 1880)
- Francesco Cenci, nobile italiano (Roma, n. 1549 - Petrella Salto, † 1598)
- Francesco di Challant, nobile italiano (Verrès, † 1442)
- Francesco Chigi, nobile, fotografo e militare italiano (Roma, n. 1881 - Roma, † 1953)
- Leopoldo Cicognara, nobile, storico dell'arte e bibliografo italiano (Ferrara, n. 1767 - Venezia, † 1834)
- Francesco Colonna di Sciarra, IV principe di Carbognano, nobile italiano (Roma, n. 1683 - Milano, † 1750)
- Francesco Colonna di Sciarra, I principe di Carbognano, nobile italiano (Roma, n. 1571 - Roma, † 1636)

## D(38)
- Francesco Carlo d'Asburgo-Lorena, nobile austriaco (Vienna, n. 1802 - Vienna, † 1878)
- Francesco Salvatore d'Asburgo-Lorena, nobile (Altmünster, n. 1866 - Vienna, † 1939)
- Francesco II del Balzo, nobile italiano (Andria, n. 1410 - Andria, † 1482)
- Francesco D'Adda, nobile e politico italiano (Milano, n. 1726 - Milano, † 1779)
- Francesco De Lazara, nobile e politico italiano (Padova, n. 1805 - Padova, † 1866)
- Francesco Doria d'Eboli, nobile e politico italiano (Napoli, n. 1855 - Napoli, † 1916)
- Francesco I d'Este, nobile italiano (Modena, n. 1610 - Santhià, † 1658)
- Francesco II d'Este, nobile italiano (Modena, n. 1660 - Sassuolo, † 1694)
- Francesco III d'Este, nobile italiano (Modena, n. 1698 - Varese, † 1780)
- Francesco I di Bretagna, nobile francese (Vannes, n. 1414 - Nantes, † 1450)
- Francesco Ferdinando d'Austria-Este, nobile e militare austriaco (Graz, n. 1863 - Sarajevo, † 1914)
- Francesco di Gonzaga-Nevers, nobile francese (Charleville-Mézières, n. 1606 - Charleville-Mézières, † 1622)
- Francesco d'Orléans, nobile, militare e politico francese (Neuilly-sur-Seine, n. 1818 - Parigi, † 1900)
- Francesco Leopoldo d'Asburgo-Lorena, nobile italiano (Firenze, n. 1794 - Vienna, † 1800)
- Francesco Ferdinando d'Avalos, nobile e politico italiano (Ischia, n. 1530 - Palermo, † 1571)
- Fresco d'Este, nobile (Venezia, † 1312)
- Francesco Filippo d'Este, nobile (San Martino in Rio, n. 1673)
- Francesco I d'Orléans-Longueville, nobile francese (n. 1447 - † 1491)
- Francesco II d'Orléans-Longueville, nobile francese (n. 1470 - † 1512)
- Francesco d'Orléans-Longueville, nobile francese (n. 1513 - † 1548)
- Francesco II de La Trémoille, nobiluomo francese (n. 1505 - † 1541)
- Francesco I del Balzo, nobile italiano
- Cecco del Borgo, nobile e condottiero italiano (Scarperia e San Piero, n. 1350 - Capua, † 1411)
- Francesco II della Ratta, nobile italiano (n. 1370 - Taranto, † 1399)
- Francesco I della Ratta, nobile italiano (n. 1318 - Caserta, † 1359)
- Francesco Maria I della Rovere, nobile e condottiero italiano (Senigallia, n. 1490 - Pesaro, † 1538)
- Francesco della Scala, nobile italiano
- Francesco di Bartolomeo del Giocondo, nobile e mercante italiano (Firenze, n. 1465 - Firenze, † 1538)
- Francesco Giuseppe di Battenberg, nobile (Padova, n. 1861 - Territet, † 1924)
- Francesco di Brunswick-Lüneburg, nobile tedesco (Uelzen, n. 1508 - Gifhorn, † 1549)
- Francesco Ottone di Brunswick-Lüneburg, nobile tedesco (n. 1530 - † 1559)
- Francesco di Cossé-Brissac, nobile francese (Le Creusot, n. 1929 - Charcé-Saint-Ellier-sur-Aubance, † 2021)
- Francesco I di Erbach-Erbach, nobile, collezionista d'arte e archeologo tedesco (Erbach, n. 1754 - Erbach, † 1823)
- Francesco di Lorena, nobile e militare francese (Bar-le-Duc, n. 1506 - Pavia, † 1525)
- Francesco Maria di Lorena, nobile francese (Parigi, n. 1624 - Parigi, † 1694)
- Francesco I di Nevers, nobile e militare francese (n. 1516 - Nevers, † 1561)
- Francesco di Teck, nobile e militare britannico (Kensington Palace, n. 1870 - Castello di Balmoral, † 1910)
- Francesco Ercole di Valois, nobile francese (Castello di Fontainebleau, n. 1555 - Château-Thierry, † 1584)

## E(2)
- Francesco Eboli, duca di Castropignano, nobile e militare italiano (Castropignano, n. 1693 - Napoli, † 1758)
- Francesco d'Este, nobile italiano (Ferrara, n. 1516 - Ferrara, † 1578)

## F(7)
- Francesco II de Tassis, nobile (Mechelen, n. 1514 - Bruxelles, † 1543)
- Francesco Giuseppe di Guisa, nobile francese (Parigi, n. 1670 - Parigi, † 1675)
- Francesco di Teck, nobile tedesco (Osijek, n. 1837 - Richmond Park, † 1900)
- Francesco Luigi di Lorena, nobile francese (Parigi, n. 1623 - Francia, † 1694)
- Francesco II di Nevers, nobile e militare francese (n. 1540 - Dreux, † 1562)
- Francesco Giuseppe d'Asburgo-Lorena, nobile austriaco (Vienna, n. 1905 - Hernstein, † 1975)
- Francesco I Acciaioli, nobile italiano († 1454)

## G(19)
- Francesco III Gonzaga, nobile italiano (Mantova, n. 1533 - Mantova, † 1550)
- Francesco I Gallio, III duca di Alvito, nobile, diplomatico e militare italiano (Como, n. 1590 - Como, † 1660)
- Francesco I Gattilusio, nobile italiano (Lesbo, † 1384)
- Francesco IV Gonzaga, nobile italiano (Mantova, n. 1586 - Mantova, † 1612)
- Francesco II Gonzaga, nobile, condottiero e collezionista d'arte italiano (Mantova, n. 1466 - Mantova, † 1519)
- Francesco Gonzaga, nobile, francescano e vescovo cattolico italiano (Gazzuolo, n. 1546 - Mantova, † 1620)
- Francesco Gonzaga, nobile italiano (Castiglione delle Stiviere, n. 1577 - Maderno, † 1616)
- Francesco Gonzaga, nobile italiano (n. 1684 - Madrid, † 1758)
- Francesco I Gonzaga-Novellara, nobile e militare italiano († 1484)
- Francesco Luigi Gonzaga, nobile (Vescovato, n. 1763 - Venezia, † 1832)
- Francesco Gaetano Gonzaga, nobile italiano (Vescovato, n. 1673 - Vescovato, † 1735)
- Francesco II Gonzaga-Novellara, nobile italiano (n. 1519 - Mantova, † 1577)
- Francesco Giovanni Gonzaga, nobile (n. 1593 - † 1636)
- Francesco Gonzaga di Guido, nobile italiano (Mantova - Mantova, † 1369)
- Francesco Antonio Gonzaga, nobile italiano (n. 1704 - † 1750)
- Francesco Carlo Gonzaga, nobile italiano (n. 1766 - † 1834)
- Francesco Ferrante Gonzaga, nobile italiano (n. 1697 - † 1749)
- Francesco di Paola III Guasco Gallarati di Bisio, nobile e storico italiano (Alessandria, n. 1847 - Alessandria, † 1926)
- Francesco Eugenio Guasco di Castelletto, nobile, religioso e letterato italiano (Alessandria, n. 1725 - Roma, † 1798)

## L(2)
- Francesco II Giuseppe di Lorena, nobile e abate tedesco (Innsbruck, n. 1689 - Lunéville, † 1715)
- Francesco Lanza Spinelli di Scalea, nobile, politico e imprenditore italiano (Palermo, n. 1834 - Palermo, † 1919)

## M(14)
- Francesco I Manfredi, nobile italiano (Faenza, † 1343)
- Francesco Masini, nobile, pittore e architetto italiano (Cesena - Cesena, † 1601)
- Francesco Camillo VII Massimo, nobile e diplomatico italiano (Roma, n. 1730 - Napoli, † 1801)
- Francesco Maria de' Medici, nobile e cardinale italiano (Firenze, n. 1660 - Lappeggi, † 1711)
- Francesco di Ferdinando de' Medici, nobile italiano (Firenze, n. 1594 - Pisa, † 1614)
- Francesco Melzi d'Eril, nobile e politico italiano (Milano, n. 1753 - Milano, † 1816)
- Francesco Maria Mezzabarba Birago, nobile, numismatico e giurista italiano (Milano, n. 1645 - Milano, † 1697)
- Francesco Rodrigo Moncada, nobile italiano (Palermo, n. 1696 - Palermo, † 1763)
- Francesco Rodrigo Moncada Branciforte, nobile e militare italiano (Napoli, n. 1762 - Palermo, † 1816)
- Francesco Moncada Branciforte, nobile, politico e diplomatico italiano (Palermo, n. 1738 - Napoli, † 1798)
- Francesco I Moncada, nobile, politico e militare italiano (n. 1510 - Caltanissetta, † 1566)
- Francesco II Moncada, nobile, politico e militare italiano (Adernò, † 1592)
- Francesco Paolo Moncada, nobile e politico italiano (Palermo, n. 1863 - Roma, † 1940)
- Francesco Montecuccoli, nobile e diplomatico italiano (Guiglia, † 1645)

## N(2)
- Francesco Alessandro di Nassau-Hadamar, nobile tedesco (Hadamar, n. 1674 - Hadamar, † 1711)
- Francesco Nava, nobile e politico italiano (Barzanò, n. 1755 - Milano, † 1807)

## O(7)
- Francesco II Ordelaffi, nobile (Forlì - Venezia, † 1374)
- Francesco III Ordelaffi, nobile (n. 1349 - † 1405)
- Francesco IV Ordelaffi, nobile italiano (n. 1435 - Forlì, † 1466)
- Francesco I Ordelaffi, nobile († 1331)
- Francesco Orsini von Rosenberg, nobile, diplomatico e politico austriaco (Vienna, n. 1723 - Vienna, † 1796)
- Francesco Orsini, nobile e condottiero italiano (n. 1455 - Città della Pieve, † 1503)
- Francesco Orsini di Virginio, nobile e militare italiano (Mantova, † 1630)

## P(9)
- Francesco Pacelli, nobile e avvocato italiano (Roma, n. 1874 - Roma, † 1935)
- Francesco Pandone, nobile e condottiero italiano (n. 1384 - † 1457)
- Francesco Paternò Castello, nobile, politico e filantropo italiano (Catania, n. 1786 - Catania, † 1854)
- Francesco Paulucci di Calboli, nobile e scrittore italiano
- Francesco Maria II Pico della Mirandola, nobile italiano (Concordia sulla Secchia, n. 1688 - Madrid, † 1747)
- Francesco Pignatelli, IX principe di Strongoli, nobile e politico italiano (Crotone, n. 1837 - Napoli, † 1906)
- Francesco Pio di Savoia, nobile, politico e militare spagnolo (Milano, n. 1672 - Madrid, † 1723)
- Francesco Pozzobonelli, nobile e politico italiano (Milano - Madrid, † 1641)
- Francesco Pusterla, nobile italiano (Milano - Milano, † 1341)

## R(1)
- Francesco Rospigliosi Pallavicini, nobile e politico italiano (Roma, n. 1828 - Roma, † 1887)

## S(11)
- Francesco Enrico di Sassonia-Lauenburg, nobile tedesco (n. 1604 - † 1658)
- Francesco Giulio di Sassonia-Lauenburg, nobile tedesco (Ratzeburg, n. 1584 - Vienna, † 1634)
- Francesco Carlo di Sassonia-Lauenburg, nobile tedesco (n. 1594 - Neuhaus, † 1660)
- Francesco Giacinto di Savoia, nobile italiano (Torino, n. 1632 - Torino, † 1638)
- Francesco Antonio Sessi, nobile italiano (n. 1692 - Rolo, † 1746)
- Francesco I Sforza di Caravaggio, nobile italiano (n. 1550 - Caravaggio, † 1583)
- Francesco II Sforza di Caravaggio, nobile italiano (Milano - Milano, † 1680)
- Francesco III Sforza di Caravaggio, nobile italiano (Milano - Milano, † 1697)
- Francesco Sforza, nobile italiano (Cigoli, n. 1401 - Milano, † 1466)
- Francesco II Spinelli, VII principe di Scalea, nobile e filosofo italiano (Morano Calabro, n. 1686 - Napoli, † 1752)
- Francesco Maria Spinola, nobile e militare italiano (Genova, n. 1659 - Aranjuez, † 1727)

## T(5)
- Francesco Taverna, nobile, politico e diplomatico italiano (Milano, n. 1488 - Milano, † 1560)
- Francesco Maria Torelli, nobile italiano (Guastalla - Mantova, † 1486)
- Francesco Torelli, nobile (Montechiarugolo - Parma, † 1518)
- Francesco Tornabuoni, nobile, mercante e ambasciatore italiano (Firenze, n. 1377 - Firenze)
- Francesco Giuseppe Tozzoni, nobile e ammiraglio italiano (Imola, n. 1859 - Imola, † 1929)

## V(8)
- Francesco Valguarnera Arrighetti, nobile, militare e politico italiano († 1704)
- Francesco Emanuele Valguarnera, nobile, politico e militare italiano (n. 1691 - Torino, † 1770)
- Francesco Saverio Valguarnera, nobile, militare e politico italiano (n. 1689 - Palermo, † 1739)
- Francesco I Ventimiglia, nobile, politico e militare italiano (n. 1280 - † 1338)
- Francesco III Ventimiglia, nobile, politico e militare italiano (n. 1580 - † 1647)
- Francesco II Ventimiglia, nobile, politico e militare italiano (Cefalù, † 1386)
- Francesco Verasis Asinari, nobile, politico e militare italiano (Torino, n. 1826 - Nichelino, † 1867)
- Francesco Bernardino Visconti, nobile italiano (Brignano Gera d'Adda, n. 1579 - Crema)